# Polyphosphazène
Les polyphospahènes sont une classe de polymères hybrides organiques et inorganiques pouvant présenter une grande variété d'architectures partageant des chaînes du type –N=P–N=P–N=P–. Dans pratiquement tous ces matériaux, deux groupes organiques sont liés à chaque atome de phosphore. Il existe des polymères linéaires, dont la formule générique peut s'écrire N=PR1R2, où R1 et R2 sont des substituants organiques, ainsi que d'autres architectures, telles que des polymères cyclolinéaires et cyclomatriciels, dans lesquels de petits cycles de phosphazène sont liés par des chaînes organiques. On trouve par ailleurs des copolymères à blocs, en étoile (en), dendritiques (en), ou en peigne. On connaît plus de 700 polyphosphazènes différents, identifiées par leurs groupes latéraux et leur architecture macromoléculaire. Un grand nombre de ces composés ont été synthétisés et étudiés pour la première fois dans les années 1960 par l'équipe du chimiste britannique Harry Allcock (en), qui les appelait alors « composés phosphonitriliques »,.

## Synthèse

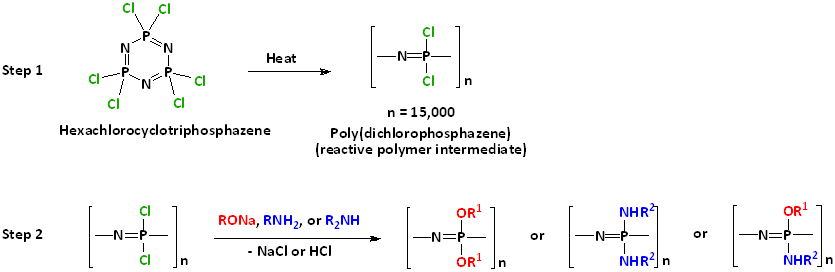
Procédé de synthèse des polyphosphazènes linéaires en deux étapes passant par un poly(dichlorophosphazène) intermédiaire.

Le mode de synthèse dépend du type de polyphosphazène considéré. La méthode la plus employée pour produire des polymères linéaires repose sur un procédé en deux étapes. La première étape consiste à chauffer, à environ 250 °C dans un système fermé, une petite molécule de phosphazène cyclique appelée hexachlorocyclotriphosphazène, ou plus simplement hexachlorophosphazène, et de formule (NPCl2)3 : cela conduit à polymériser ce composé pour former une longue chaîne linéaire de poly(dichlorophosphazène) (NPCl2)n d'au moins 15 000 unités. La seconde étape du procédé consiste à substituer les atomes de chlore de cette chaîne par des groupes organiques à l'aide de réactions faisant intervenir des alcoolates, des phénols, des amines ou des organométalliques. Comme on peut utiliser un grand nombre de réactifs différents selon différentes combinaisons, il est possible de produire une grande variété de structures présentant des propriétés différentes. Il est également possible de faire intervenir des réactions de condensation pour obtenir le poly(dichlorophosphazène) intermédiaire.
Il est également possible de procéder par polymérisation vivante à propagation cationique permettant la formation de copolymères à blocs, en étoile (en), dendritiques (en) ou en peigne,. D'autres méthodes de synthèse font intervenir des réactions de condensation de phosphoranimines substituées avec des groupes organiques,,,.
Les polymères de type cyclomatriciels liant des cycles phosphazène entre eux font appel à des réactifs organiques difonctionnels pour substituer les atomes de chlore de l'hexachlorophosphazène (NPCl2)3 ou à l'introduction de substituants vinyle –CH=CH2 ou allyle –CH2–CH=CH2 par polymérisation radicalaire. De tels polymères peuvent être utilisés comme revêtements ou polymères thermodurcissables, intéressants du point de vue de leur stabilité thermique.

## Propriétés et applications
Plus de 700 hauts polymères linéaires sont connus, dont les propriétés sont déterminées à la fois par les substituants sur les atomes de phosphore et par la flexibilité de la chaîne –N=P–N=P–. Parmi les propriétés intéressantes de ces composés, on peut noter la résistance aux radiations, un indice de réfraction élevé, la transparence aux ultraviolets et à la lumière visible, la résistance au feu. Les substituants confèrent des propriétés supplémentaires telles que leur couleur, leur nature hydrophile ou hydrophobe, leur capacité à être biodégradables, ou encore leurs propriétés de transporteurs d'ions.

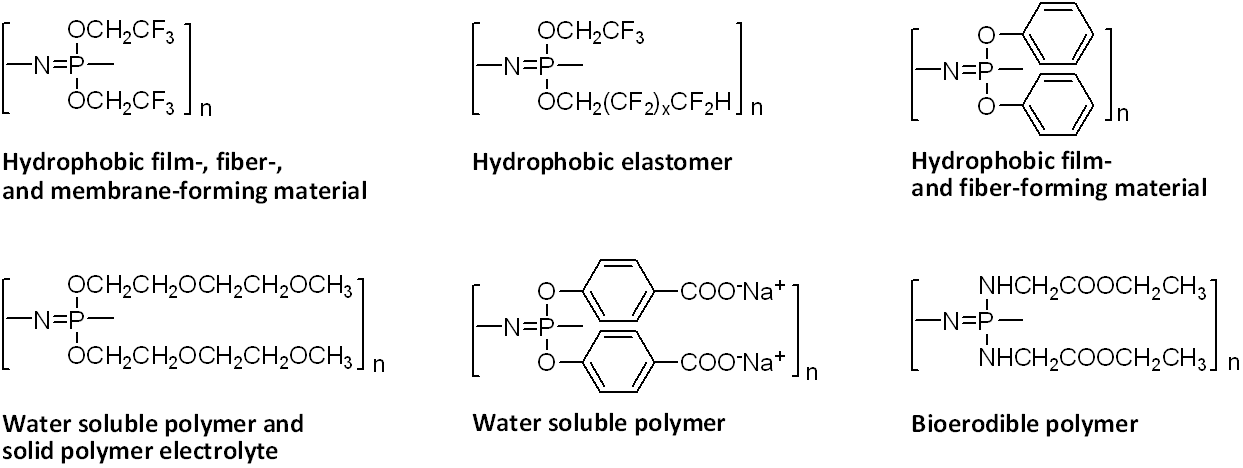
Exemples de polyphosphazènes aux propriétés physicochimiques variables.

### Thermoplastiques
Les premiers poly(organophosphazène)s stables étudiés avaient comme substituants des groupes trifluorométhoxyle (en) –OCF3, phénoxyle –OC6H6, méthoxyle –OCH3, éthoxyle –OCH2CH3 et divers groupes amine,. Parmi ces premiers composés, le poly[bis(trifluoroethoxyphosphazene)] [NP(OCH2CF3)2]n a fait l'objet de nombreuses recherches en raison de son taux de cristallinité, de son hydrophobie, de sa biocompatibilité, de sa résistance au feu, sa résistance aux radiations et la facilité avec laquelle il peut être produit en films, microfibres et nanofibres.

### Élastomères
La première utilisation commerciale à grande échelle des polyphosphazènes a été dans le domaine des élastomères de haute technologie, l'exemple typique combinant des substituants trifluoroéthoxyle et des groupes fluoro-alcoxyle à plus longue chaîne,,. Le mélange de deux substituants réduit le taux de cristallinité par rapport aux polymères mono-substituant, ce qui améliore leur flexibilité et leur élasticité intrinsèques. Il est possible d'atteindre des températures de transition vitreuse aussi basses que −60 °C. Leur résistance aux huiles et leur hydrophobie en font des matériaux utiles en construction automobile et dans le secteur aéronautique et spatial. Ils ont également été proposés pour des applications biomédicales.
D'autres substituants, comme des alcoxyles non fluorés ou des éthers d'oligo-alkyles, donnent des élastomères hydrophiles ou hydrophobes avec des transitions vitreuses s'étalant de −100 à 100 °C. Des élastomères ayant deux groupes aryloxyle différents ont été développés pour des applications nécessitant de la résistance au feu ainsi que pour l'isolation thermique et sonore.

### Électrolytes en polymères
Les polyphosphazènes linéaires avec des substituants oligo(éthylène glycol) forment des gommes qui sont de bons solvants pour des sels comme le triflate de lithium CF3SO3Li. Ces solutions fonctionnent comme des électrolytes pour le transport d'ions de lithium et ont été utilisées dans les accumulateurs électriques résistants au feu,,. Ces polymères sont également intéressants en vue de développer des cellules solaires à pigments photosensibles. D'autres polyphosphazènes à substituants sulfonate d'aryloxyle sont des conducteurs de protons intéressants en vue de développer des piles à combustible à membrane à échange de protons.